# Cavaletti

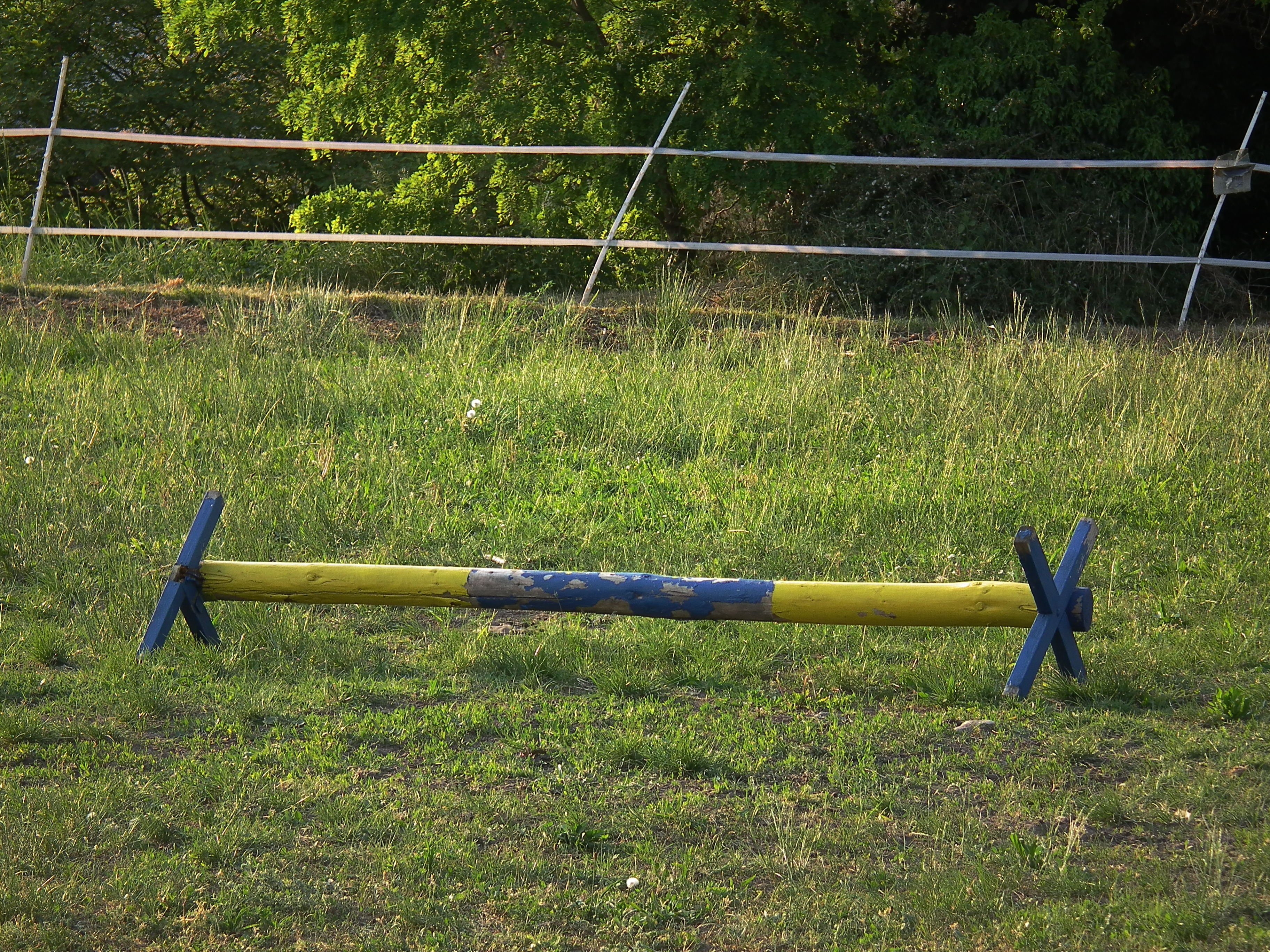
Pojedyncze cavaletti

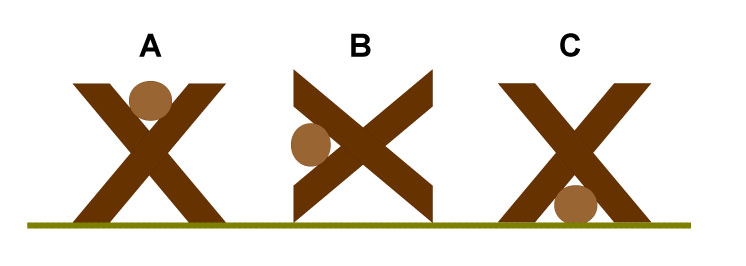
Trzy różne ustawienia wysokości

Koń pokonujący drągi bez krzyżaków

Cavaletti (też: kozły) – drewniane drągi używane w jeździectwie, ustawiane po kilka sztuk jeden za drugim w określonych odległościach, zaopatrzone na końcach w tzw. krzyżaki. 
Z wyglądu przypominają one bardzo niskie przeszkody (ok. 20 do 30 cm). W zależności od sposobu ustawienia krzyżaków (w formie plastikowych lub drewnianych podstaw przy końcach drągów), reguluje się ich wysokość. Stanowią one m.in. przygotowanie do skoków przez przeszkody. 
Pokonywanie cavaletti w wolniejszych chodach (stęp, kłus), kiedy wierzchowiec musi przejść je, a nie przeskoczyć, pomaga w nauce podnoszenia kończyn konia oraz wyrabia jego mięśnie. Cavaletti pomagają także jeźdźcom wczuć się w ruch konia, doskonalić dosiad i półsiad.
Odległość i wysokość dostosowuje się do długości wykroku konia, jak i szybkości chodu, z jaką wykonuje on ćwiczenie. Odległość między drągami do pokonania stępem powinna wynosić ok. 100 cm, a w kłusie 150 cm, lecz konie młode powinno się najpierw przyzwyczajać na drągach rozstawionych szerzej (6 m, 3 m).
Ćwiczenie to wykonuje się pod siodłem lub bez jeźdźca, np. na lonży. Ma ono na celu pobudzenie uwagi konia i/lub sprawdzenia umiejętności jeźdźca w podążaniu za ruchem konia przy jednoczesnym rozluźnieniu się. Młode konie powinny jednakże być szkolone na drągach tylko przez doświadczonych jeźdźców, ponieważ błędy popełniane podczas tych ćwiczeń mogą zrazić konia do dalszej nauki.